# Tscherms
Tscherms ([tʃɛrms]; italienisch Cermes) ist eine italienische Gemeinde mit 1547 Einwohnern (Stand 31. Dezember 2023) in Südtirol in der Nähe von Meran. Die einzige Siedlung der Gemeinde ist das gleichnamige Dorf.

## Geografie

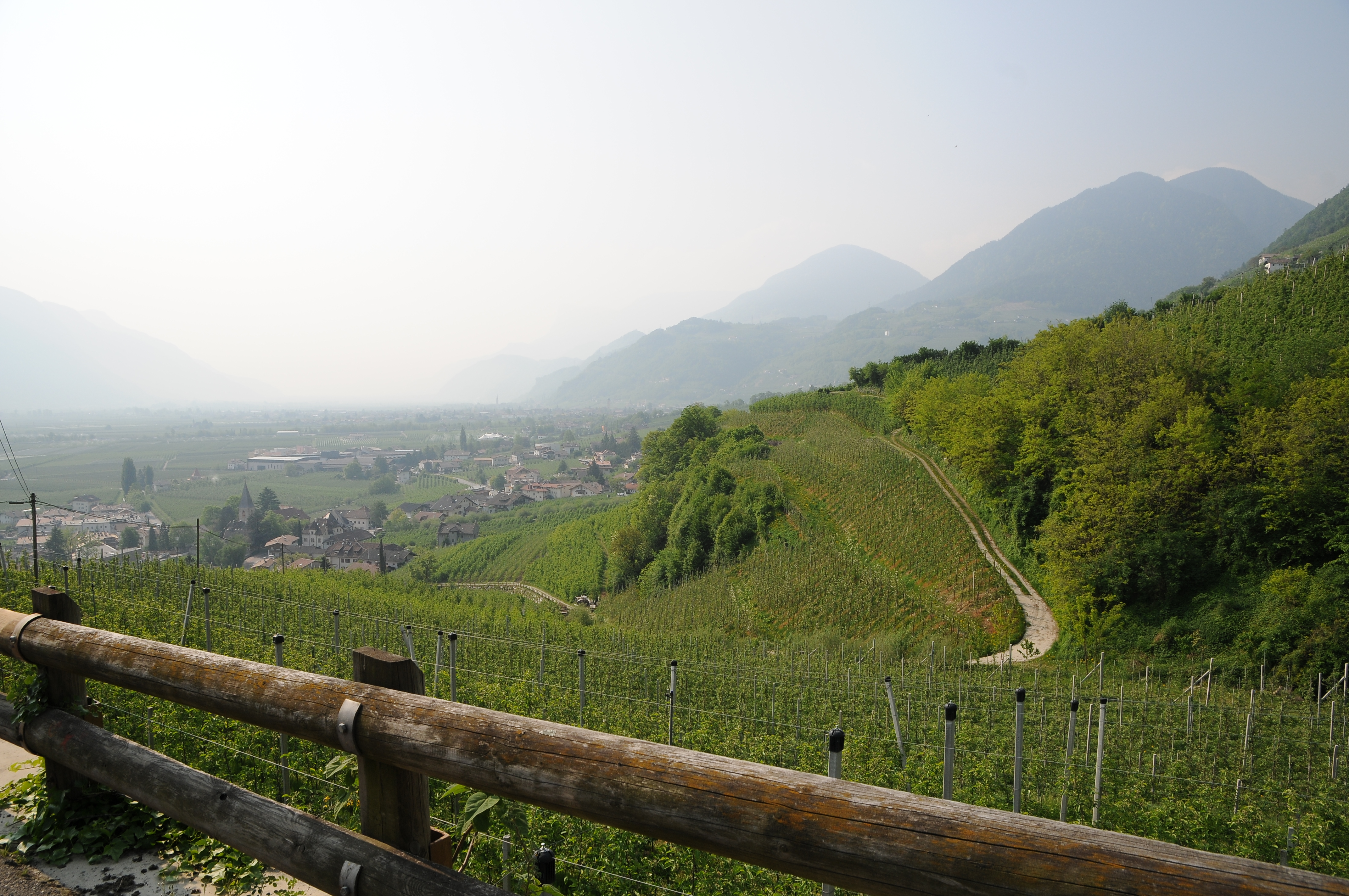
Blick auf Tscherms und das Etschtal

Die Gemeinde Tscherms liegt im Burggrafenamt auf der orographisch rechten Seite des Etschtals am südwestlichen Rand des Meraner Talkessels. Das Dorfzentrum befindet sich auf 292 m Höhe am Hangfuß östlich unter dem Bergrücken des Vigiljochs, der im Zufrittkamm den nordöstlichsten Ausläufer der Ortler-Alpen bildet. Am Vigiljoch, genauer am Larchbichl auf 1837 m, findet das Gemeindegebiet seinen höchsten Punkt. Im Osten erstreckt es sich über den Talboden bis hin zur Etsch.

## Geschichte
Auf dem Lebenberg fand man Mauerstrukturen, die mindestens auf die römische Kaiserzeit zurückgehen.
Der indogermanisch anmutende Ortsname kommt womöglich vom Patronym *Ceranum (‚Landgut des Cerus‘) oder vom Flurnamen *Cembrona (‚Ort mit Zirbelkiefern‘) bzw. *Cerasonia (‚Ort mit Kirschbäumen‘). Tscherms ist in den ältesten Dokumenten als Cerones (857), Schirmis (1153), Sermis (1182) und 1380 erstmals wie heute verschriftlicht.
Die Herren von Marling haben im 13. Jh. Schloss Lebenberg errichtet. Sie nannten sich ab ca. 1286 von Lebenberg. Die Kapelle des dreistöckigen Baus ist von ihnen im 14. Jh. errichtet worden. 1426 kam das Schloss in den Besitz der Herren Fuchs von Fuchsberg. Sie residierten dort bis zum Erlöschen ihrer männlichen Stammlinie 1832, als die Anlage an einen Meraner Advokaten verkauft wurde.

## Politik

### Bürgermeister
Bürgermeister seit 1952:
- Alois Golser: 1952–1963
- Karl Innerhofer: 1963–1990
- Karl Huber: 1990–2010
- Roland Pernthaler: 2010–2020
- Astrid Kuprian: seit 2020

### Wappen
Das Wappen erinnert an die 400-jährige Feudalherrschaft der Herren Fuchs von Fuchsberg.

### Gemeindefreundschaft
Mit der bayerischen Marktgemeinde Altomünster besteht eine Gemeindefreundschaft. In Tscherms hatte das Kloster Altomünster früher Weinberge und Besitzungen und bezog von dort Mess- und Trinkwein bis ins frühe 17. Jahrhundert.

## Bevölkerung
Tscherms ist gemäß den erhobenen Sprachgruppenzugehörigkeitserklärungen bzw. Sprachgruppenzuordnungserklärungen eine weitgehend deutschsprachige Gemeinde. Als Berechnungsgrundlage der folgenden Prozentwerte wurden die gültigen Erklärungen von Personen mit italienischer Staatsbürgerschaft herangezogen.
| Sprache     | 1981    | 1991    | 2001    | 2011    | 2024    |
| ----------- | ------- | ------- | ------- | ------- | ------- |
| Deutsch     | 95,46 % | 96,24 % | 95,54 % | 94,92 % | 93,88 % |
| Italienisch | 4,44 %  | 3,66 %  | 4,37 %  | 4,86 %  | 5,97 %  |
| Ladinisch   | 0,10 %  | 0,09 %  | 0,09 %  | 0,23 %  | 0,15 %  |

## Bildung
In der Gemeinde gibt es Bildungseinrichtungen für die deutsche Sprachgruppe. Diese umfassen einen Kindergarten und eine Grundschule.

## Sehenswürdigkeiten

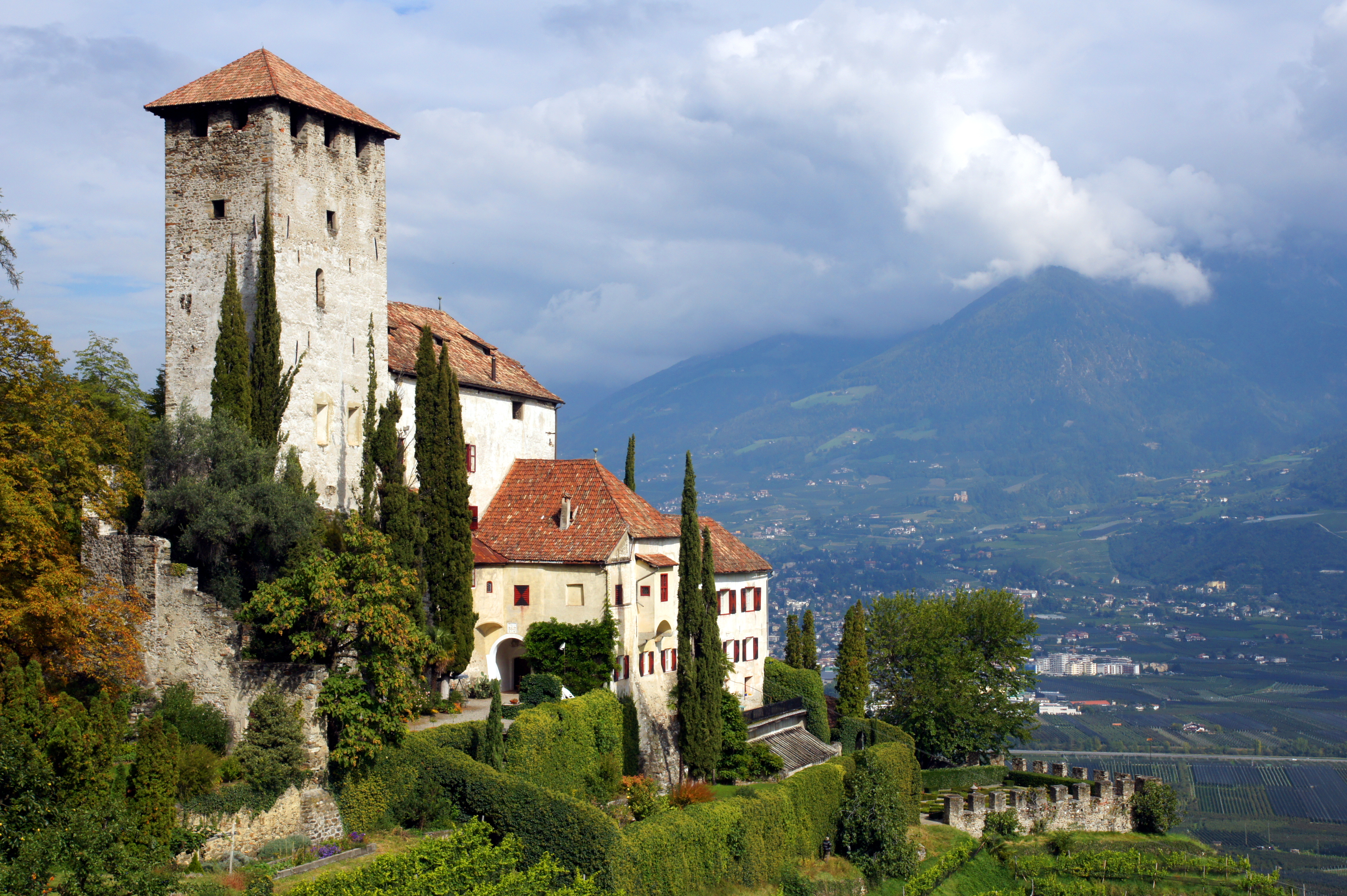
Schloss Lebenberg

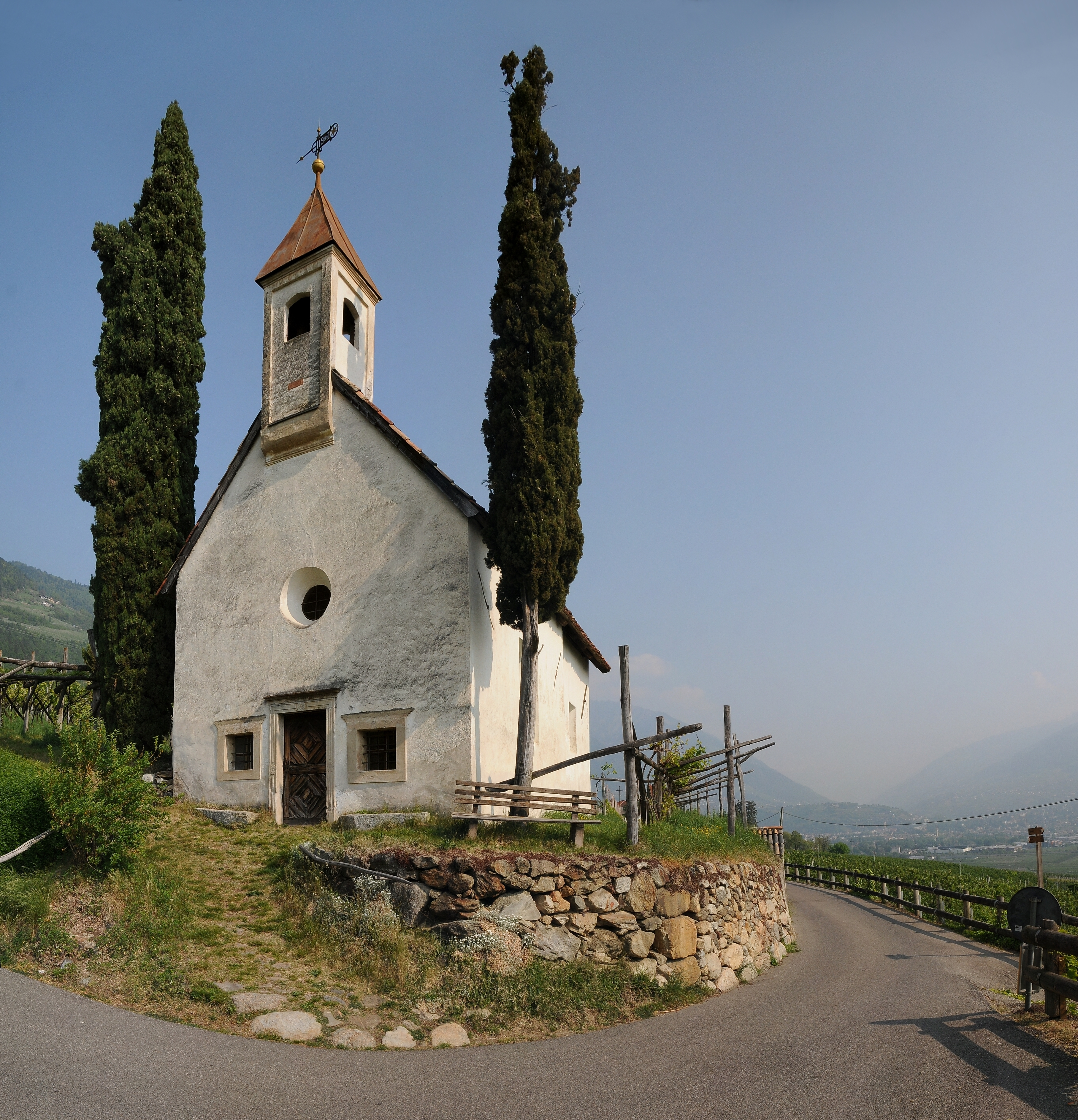
St. Anna in Basling

Schloss Lebenberg wurde im 13. Jahrhundert von den Herren von Marling erbaut und kam 1426 an die Herren von Fuchs. Die dreigeschossige Schlosskapelle stammt ursprünglich aus dem 14. Jahrhundert.
Bedeutsam ist auch der renaissancezeitliche Ansitz Kränzl (auch: Kränzlhof), der sich im Besitz der Grafen von Pfeil befindet. Das Hausarchiv enthält u. a. Weinrechnungen, die bis in das 16. Jahrhundert zurückreichen und alte Handelsbeziehungen in den schwäbischen Raum dokumentieren.

## Verkehr
Für den Kraftverkehr ist Tscherms in erster Linie durch die der Länge nach den Ort durchquerende SS 238 erschlossen.
Tscherms lag an der Straßenbahn Lana–Meran und war über diese bis 1950 mit Lana und Meran verbunden.

## Persönlichkeiten
- Josef Garber (1883–1933), Kunsthistoriker, Staatskonservator
- Karl Golser (1943–2016), Bischof von Bozen-Brixen
- Lotte Nogler (* 1947), italienische Skirennläuferin
- Cristina Kury (* 1949), Politikerin
- Oswald Egger (* 1963), deutschsprachiger Schriftsteller
- Karin Fischer Ausserer (* 1963), Archäologin
- Veronika Margesin (* 1963), Schriftstellerin
- Anne Marie Pircher (* 1964), Schriftstellerin
- Harald Stauder (* 1967), Politiker